# Евпаторийский краеведческий музей
Евпаторийский краеведческий музей — музей в городе Евпатория, расположен на ул. Дувановская, 11).

## История музея
В августе 1916 года Евпаторийской городской управой в ответ на обращение профессора М. И. Ростовцева и члена Императорской археологической комиссии Л. А. Моисеева о необходимости исследования Керкинитиды было принято решение об учреждении в городе «музея для хранения античных находок». Здание управы стало местом хранения коллекции.
История Евпаторийского краеведческого музея начинается с 1 февраля 1921 года, когда штабом 46-й стрелковой дивизии для музея «Искусство старины» было выделено здание, расположенное по Советской улице. С тех пор в доме предпринимателя Юфуды Гелеловича, в одном из оригинальных зданий Евпатории 1912 года постройки, размещается городской музей. Уже 20 июля 1921 года в протоколе заседания секции Охрис отмечалось, что музей может быть открыт для широкой публики, что и произошло через десять дней — 30 июля. Позже музей из «Искусства старины» был преобразован в Археолого-этнографический.
В 1925 году в музее действовало 5 отделов: этнографический, атеистический, археологический, курортный, производственных сил и производственных отношений, а сам музей был реорганизован в Музей краеведения. В 1933 г. окончательно определился профиль музея как краеведческий, но при этом сохранялись живописный и этнографический отделы.
Значительный ущерб нанесла музею оккупация Евпатории в годы Великой Отечественной войны.
Всего через 15 дней после освобождения Евпатории 1 мая 1944 года, газета «Знамя победы» сообщала, что краеведческий музей возобновил свою деятельность. С середины 1940-х гг. экспозиция всех краеведческих музеев строилась по единой схеме — отдел естественной истории, отдел дореволюционного прошлого и отдел истории советского общества. Живописный и этнографический отделы после войны восстановлены не были.
Начавшаяся в 1979 году капитальная реконструкция здания значительно расширила фондовые и экспозиционные площади музея.
В 1988 году в специально построенном зале открывается диорама «Евпаторийский десант. 5 января 1942 года», созданная по заказу города заслуженным художником РСФСР Владимиром Таутиевым, работающим в Студии военных художников им. М. Б. Грекова.
В 1989 году музей первым в Крыму открыл этнографическую экспозицию.
В 2000 г. на улице Дувановской напротив центрального входа в музей под стеклянным пирамидальным куполом был создан археологический комплекс «Северо-западный пригород античного города Керкинитиды (V-ΙΙΙ вв. до н. э.)». Рядом с раскопом музей разместил под открытым небом лапидарную выставку.
В 2012 г. открыт музей истории Крымской войны, являющийся отделом военной истории краеведческого музея.

## Коллекция
Формирование коллекции Евпаторийского краеведческого музея началось в 1916 году, когда городская управа приняла решение о создании в городе с многовековой историей археологического музея. В 1921 году собранные в управе античные находки, фарфор и книги из национальной караимской библиотеки «Карай Битиклиги», созданной в 1913 году, предметы нумизматики, текстиль, картины легли в основу собрания создающегося музея. Но большая часть коллекции, собранной на первом этапе существования музея, а также его архив были разграблены в период фашистской оккупации. В апреле 1944 года было установлено, что из музея вывезено большое количество ценных ковров, серебряных монет и другие предметы, ущерб исчислялся в 600 тысяч рублей.
На сегодняшний день в коллекции хранится более 100 тысяч предметов. Самой большой группой хранения является документальный фонд, в который входят более 45 тысяч музейных предметов XVIII—XXI веков. Большая часть коллекции — материалы, характеризующие жизнь города, его здравниц, предприятий и отдельных горожан. Документы отражают различные этапы, как мировой истории, так и истории России, СССР, Крыма. Особое место в коллекции занимают около 300 книг из караимской национальной библиотеки Карай-Битиклиги, издания местной печати, начиная с 1916 года и по 1980-е годы, подшивки центральных, республиканских и ведомственных газет времён Великой Отечественной войны.
36 тысяч предметов насчитывает собрание археологии, охватывающее хронологический период от каменного века до средних веков. В коллекции, сформированной на основе материалов археологических экспедиций 1896—2006 годов на территории Северо-Западного Крыма в целом, и античного города Керкинитиды в частности, встречается как массовый материал, так и уникальные предметы. В числе последних, одно из самых больших в России собраний скифских каменных изваяний, четыре из восьми найденных в Северо-Западном Крыму рельефов с изображением отдыхающего Геракла, расписные терракоты.
На протяжении почти полутора веков, евпаторийские фотографы фиксировали важнейшие вехи в жизни города и отдельных его граждан. Самая ранняя фотография датирована августом 1877 года. Сейчас фонд фотографий насчитывает более 5400 единиц.
Более 5000 предметов быта, изделий декоративно-прикладного искусства являются вещественными свидетельствами жизни города XVIII—XX веков. В их числе образцы мебели, русского и восточного фарфора, работы караимских и крымско-татарских мастериц золотого шитья.
В коллекции нумизматики, насчитывающей более 4300 предметов, представлены монеты античных городов Северного Причерноморья, Крымского ханства, России и зарубежных стран, ордена, медали, нагрудные знаки, принадлежавшие жителям Евпатории, а также памятные и сувенирные медали и знаки.
Из коллекции более чем в 1000 бон — бумажных денежных знаков России, СССР, зарубежных стран — наибольший интерес вызывают боны евпаторийской управы и потребительских обществ города, выпущенные в период 1916—1918 годов.
Фонд искусства включает в себя более 900 произведений живописи и графики. Гордостью музея являются акварели, отображающие восстановление евпаторийского курорта, выполненные академиком батальной живописи Н. С. Самокишем в 1920 году, а также работы евпаторийских художников: преподавателей гимназий города Г. Х. Бояджиева и А. Л. Оприца и ученика Н. С. Самокиша, члена Союза художников Ю. В. Волкова.
Особое место в фондах музея занимают более 1000 предметов естественнонаучной коллекции. Здесь собраны чучела представителей степной и морской фауны, образцы растительности степи и города, палеонтологические останки древних животных, полезные ископаемые края.
О жизни Евпатории и ее граждан также рассказывают иконы (около 100 предметов, самые ранние из хранящихся в музее писаны в XVIII веке), образцы оружия (более 200 предметов холодного и огнестрельного оружие от времен Крымского ханства до Великой Отечественной войны), негативы (включает чуть больше 80 музейных предметов, особо надо выделить стеклянные негативы 1950-х годов с изображением семьи Черкес-Щукиных).